# Blepharella neglecta
Blepharella neglecta är en tvåvingeart som beskrevs av Louis-Paul Mesnil 1968. Blepharella neglecta ingår i släktet Blepharella och familjen parasitflugor.
Artens utbredningsområde är Kongo. Inga underarter finns listade i Catalogue of Life.